# (3088) Jinxiuzhonghua
(3088) Jinxiuzhonghua es un asteroide perteneciente al cinturón de asteroides, descubierto el 24 de octubre de 1981 por el equipo del Observatorio de la Montaña Púrpura desde el Observatorio de la Montaña Púrpura, Nankín (China).

## Designación y nombre
Designado provisionalmente como 1981 UX9. Fue nombrado Jinxiuzhonghua en homenaje al parque de atracciones "Gran Aldea del Pueblo", con sede en la ciudad Shenzhen de la República Popular China.